# حاجیپور
حاجیپور (به انگلیسی: Hajipur) یک منطقهٔ مسکونی در هند است که در ایالت بیهار واقع شده‌است. حاجیپور ۱۹٫۶۴ کیلومتر مربع مساحت و ۱۴۷٬۶۸۸ نفر جمعیت دارد و ۴۶ متر بالاتر از سطح دریا واقع شده‌است.